# Ammothea ovatoides
Ammothea ovatoides is een zeespin uit de familie Ammotheidae. De soort behoort tot het geslacht Ammothea. Ammothea ovatoides werd in 1973 voor het eerst wetenschappelijk beschreven door Stock. 